# Гирт Годвинсон
Гирт Годвинсон (др.-англ. Gyrð; англ. Gyrth; ок. 1032 — 14 октября 1066) — англосаксонский аристократ, эрл Восточной Англии (с 1055 г.) представитель дома Годвина и младший брат короля Гарольда II, активный участник обороны Англии от нормандских завоевателей.

## Биография

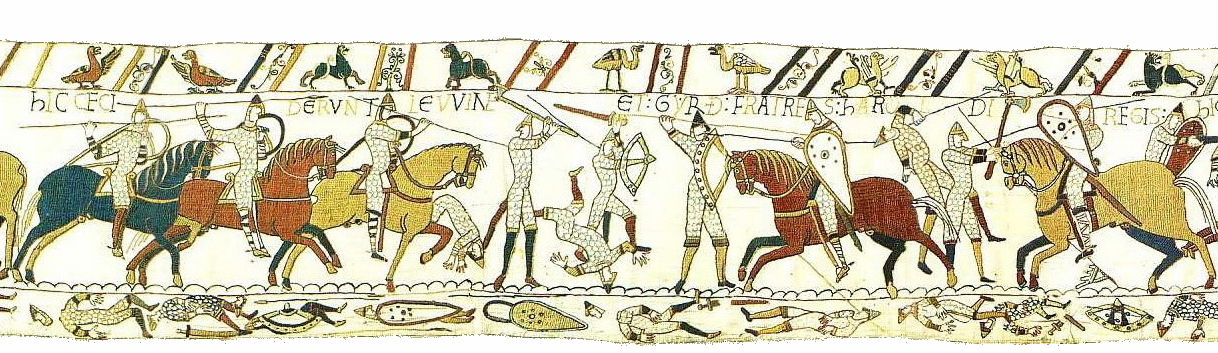
Смерть Гирта и Леофвина Годвинсонов. Фрагмент гобелена из Байё

Гирт был четвёртым сыном Годвина, всемогущего эрла Уэссекса. Когда в 1051 г. английский король Эдуард Исповедник добился падения Годвина и его эмиграции, вместе с отцом и старшим братом Свеном Гирт отправился во Фландрию. В следующем году Годвин собрал небольшой флот и вместе со своими детьми атаковал южное побережье Англии. Король был вынужден подчиниться и возвратить Годвину его владения и место при дворе.
После смерти Годвина в 1053 г. старший сын Гарольд унаследовал титул эрла Уэссекса, а Гирту спустя два года было передано бывшее эрлство Гарольда, включающее Восточную Англию, Кембриджшир и Оксфордшир. Вместе с регионами, находящимися под контролем других братьев, дом Годвина управлял практически всей территорией Англии, за исключением западной части Средней Англии (Мерсия). Влияние Гирта ещё более усилилось с вступлением в начале 1066 г. его брата Гарольда на английский престол.
Согласно свидетельствам Вильяма Мальмсберийского, в середине 1066 г. Гирт выступил против личного участия короля Гарольда в войне с Вильгельмом, герцогом Нормандии, в связи с тем, что Гарольд до вступления на престол дал клятву верности Вильгельму и обещал поддержать его кандидатуру на английскую корону. Гирт был готов сам возглавить англосаксонскую армию, чтобы не допустить нарушения Гарольдом своей клятвы. Однако король проигнорировал предложение Гирта. В битве при Гастингсе 14 октября 1066 г. Гирт во главе своей дружины сражался с нормандскими войсками и погиб вместе со своими братьями Гарольдом и Леофвином.